# Лопатов, Андрей Вячеславович
Андрей Вячеславович Лопа́тов (12 марта 1957, Инта — 16 февраля 2022) — советский баскетболист. Заслуженный мастер спорта СССР (1981).
Окончил МОГИФК.

## Биография
Родители — Вячеслав Андреевич и Надежда Филипповна Лопатовы, будучи проездом в Москве по дороге на юг, привели сына к тренеру ЦСКА Александру Гомельскому.
Начальный период Андрей долго сидел на скамейке запасных. Но с середины 70-х стал играть в ЦСКА на первых ролях. В 1978 году на чемпионате мира играл в стартовой пятерке.
Не без участия Гомельского[уточнить] окончил в 1974 году школу олимпийского резерва и поступил в Московский лесотехнический институт на планово-экономический факультет. Окончил не полный курс и перевелся в МОГИФК.
Жил и работал в Москве. Был председателем правления банка «Клиентский» (ОАО). В 1995 году окончил Всероссийский заочный финансово-экономический институт (ВЗФЭИ).
В 2017 году был объявлен в розыск по обвинению в хищении средств кредитной организации. Среди пострадавших клиентов банка «Клиентский» следствие называло руководителя МХТ имени Чехова Олега Табакова.
Скончался 16 февраля 2022 года

## Личная жизнь
Был женат. Приёмная дочь — Мария, некоторое время выступала как певица под псевдонимом «МаЛо».
Зять — баскетболист Андрей Кириленко. Четверо внуков.

## Карьера
- 1977—1990 — ЦСКА.
- В 1990-х отыграл несколько сезонов в испанской «Малаге» и во Франции.

## Достижения
- Бронзовый призер ОИ-80
- Серебряный призер ЧМ-78
- Чемпион мира 1982
- Чемпион Европы 1979, 1981
- Чемпион СССР 1977-81
- Победитель Спартакиады народов СССР 1979
- Обладатель Кубка СССР 1982
- Награждён орденом «Знак Почёта» (1982)